# 朱利叶斯·霍奇
朱利叶斯·梅尔文·霍奇（英語：Julius Melvin Hodge，1983年11月18日—），美国NBA联盟职业篮球运动员。他在2005年的NBA选秀中第1轮第20顺位被丹佛掘金选中。现在欧洲打球。

## 外部連結
- 朱利叶斯·霍吉在fiba.basketball（英语）
- 朱利叶斯·霍吉在archive.fiba.com（存檔）（英语）
- 朱利叶斯·霍吉在NBA官網（英语）
- 朱利叶斯·霍吉在NBA G聯盟官網（英语）
- 朱利叶斯·霍吉在法國籃球甲級聯賽官網（法语）
- 朱利叶斯·霍吉在意大利篮球甲级联赛官網（意大利语）
- 朱利叶斯·霍吉在Basketball-Reference.com（NBA）（英语）
- 朱利叶斯·霍吉在Basketball-Reference.com（NBA G聯盟）（英语）
- 朱利叶斯·霍吉在Basketball-Reference.com（國際）（英语）
- 朱利叶斯·霍吉在Sports-Reference.com（NCAA）（英语）
- 朱利叶斯·霍吉在Eurobasket.com（球員）（英语）
- 朱利叶斯·霍吉在Proballers（英语）
- 朱利叶斯·霍吉在RealGM（球員）（英语）
- 朱利叶斯·霍吉在Eurobasket.com（教練）（英语）